# Садки (Чортківський район)
Са́дки — село в Україні, у Товстенській селищній громаді Чортківського району Тернопільської області. Населення — 805 осіб (2025).

## Географія
Село Садки розташоване за 98 км від обласного центру та 42 км від районного центру, на березі річки Джурин. Найближча залізнична станція Товсте (за 18 км).

## Історія
Перша писемна згадка датується 1469 роком.
В селі діяли товариства «Просвіта», «Луг», «Січ», «Сільський господар», «Союз українок», кооператива.
22 листопада 2017 року, в ході децентралізації, об'єднана Товстенська селищна рада Заліщицького району з Товстенською селищною громадою. 12 червня 2020 року, відповідно до розпорядження Кабінету Міністрів України № 724-р «Про визначення адміністративних центрів та затвердження територій територіальних громад Тернопільської області», затверджено склад Товстенської селищної громади.
12 червня 2020 року, відповідно до розпорядження Кабінету Міністрів України № 724-р «Про визначення адміністративних центрів та затвердження територій територіальних громад Тернопільської області» увійшло до складу Товстенської селищної громади.
19 липня 2020 року, в результаті адміністративно-територіальної реформи та ліквідації Заліщицького району, увійшло до складу новоутвореного Чортківського району.

## Об'єкти соціальної сфери
- Загальноосвітня середня школа І—ІІІ ступенів
- Клуб
- Бібліотека
- Амбулаторія
- Відділення зв'язку
- Торговельні заклади.

## Пам'ятки
- Церква Воскресіння Господнього (1715, кам'яна)
- Церква Божого Милосердя ( дерев"яна )
- 4 каплиці.
- Пам'ятник воїнам-односельцям, полеглим у німецько-радянській війні (1965)
- Пам'ятний хрест першої світової війни  ( УГА).

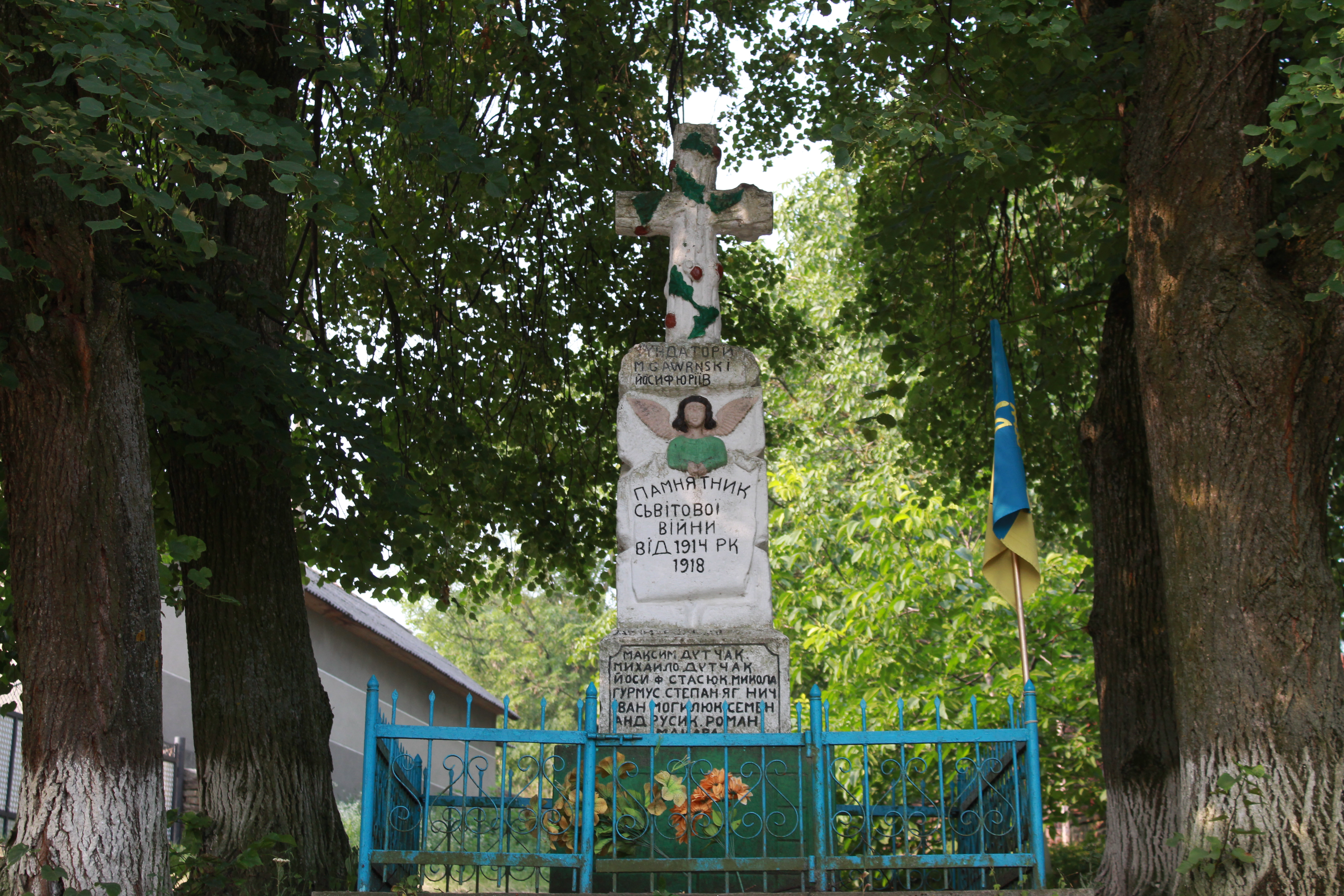
Пам'ятний хрест Першої світової війни
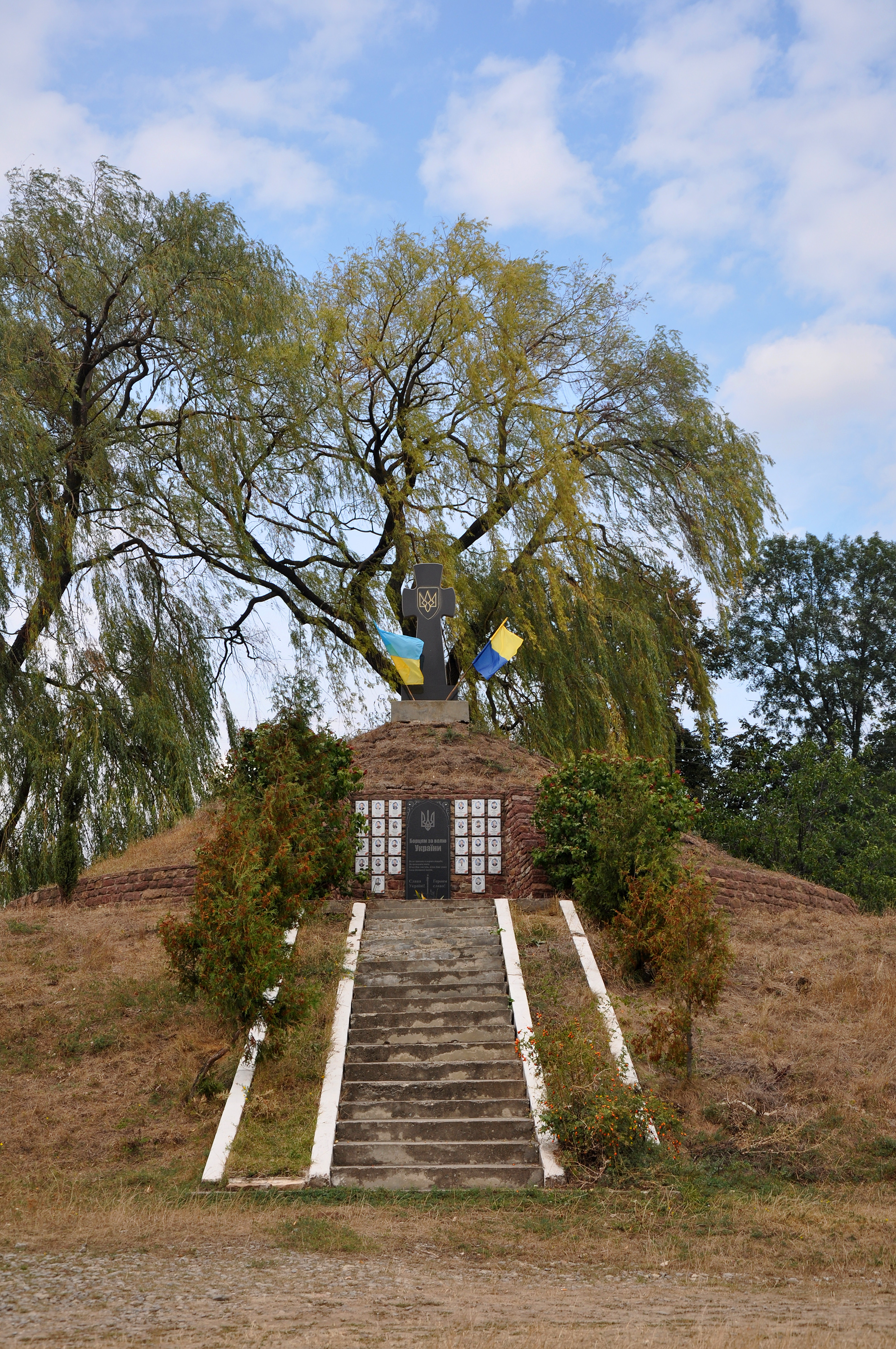
Братська могила воїнів УПА
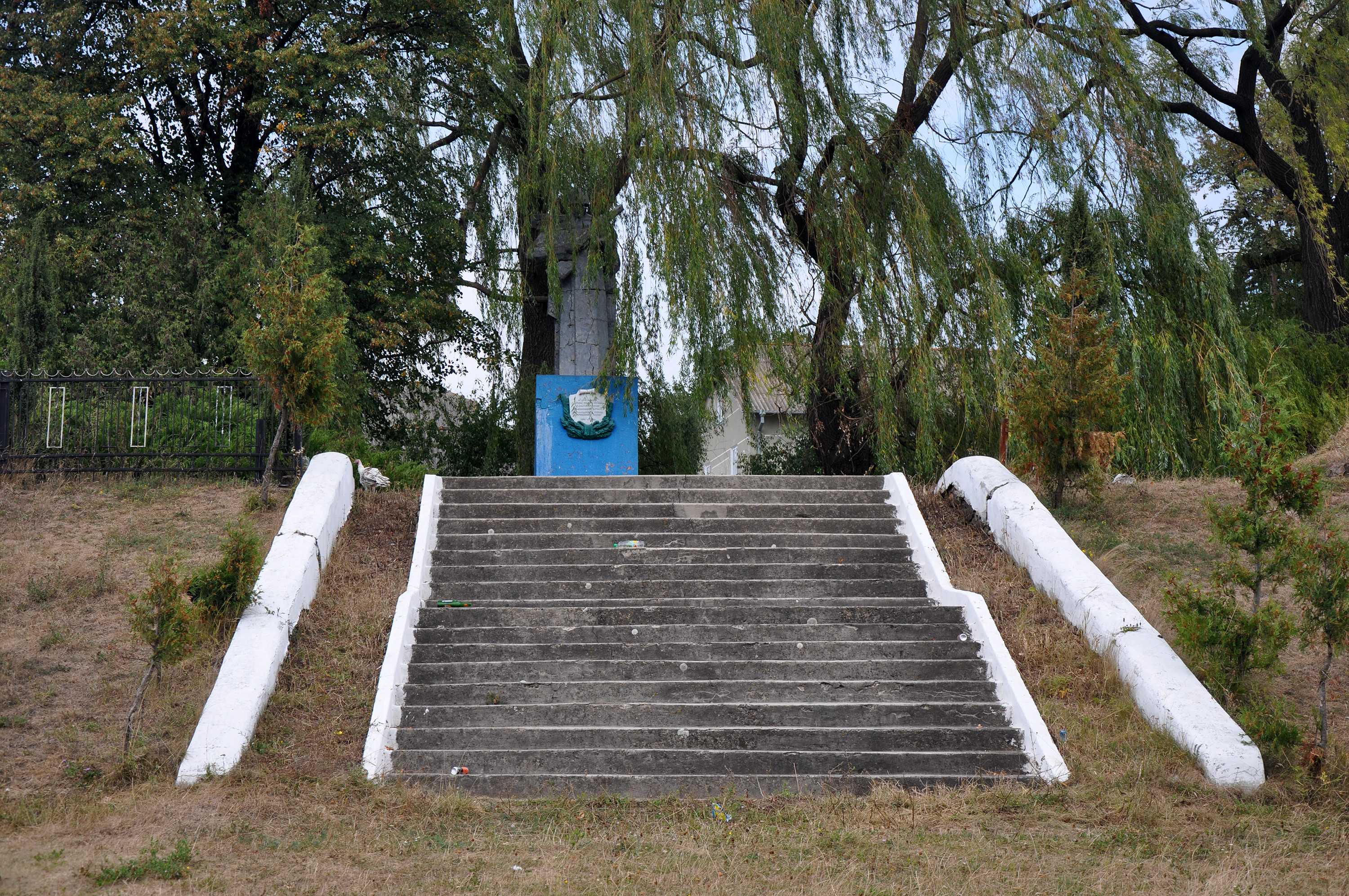
Пам'ятний знак воїнам-землякам, які загинули під час Другої світової війни

## Особистості
Уродженці села:
- Антошків Іван Богданович — автор книги «Садки. Сторінки історії села» (Чернівці: Золоті литаври, 2009. — 176 с.)[5]
- Дорожинський М. — громадсько-політичний діяч
- Павло Приймак - 11.07.1892р.-26.04.1920р.Комбантант УГА
- Петро і Павло Приймаки — співаки
- Василь Григорків — математик
- Конет Іван Михайлович — математик
- Роман Сасанчин — переможець проєкту «Голос. Діти»

Проживали
- Гурмус Богдан Іванович (1976—2023) — старший солдат Збройних сил України, учасник російсько-української війни[6].

## Галерея

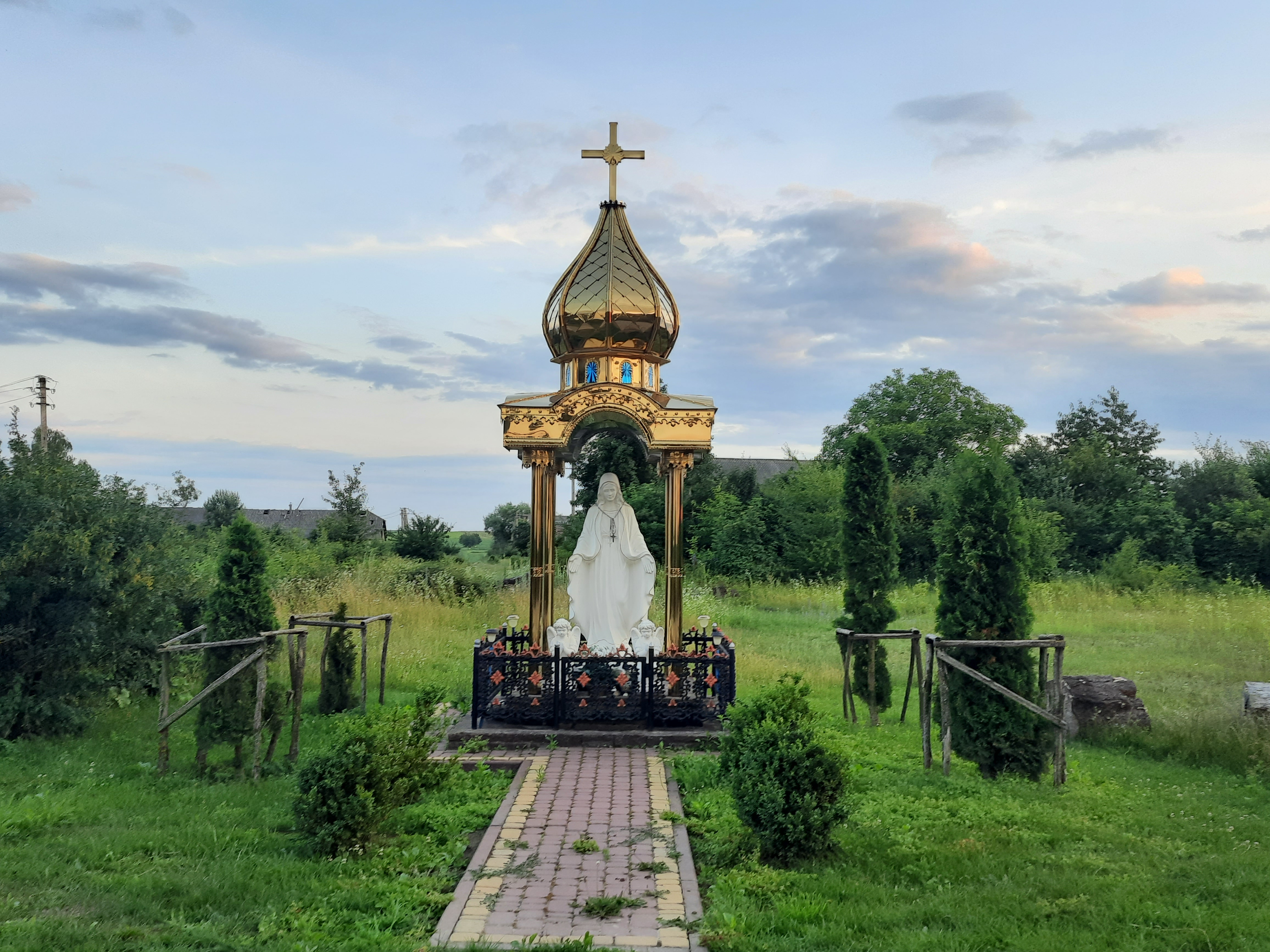
Статуя Божої Матері
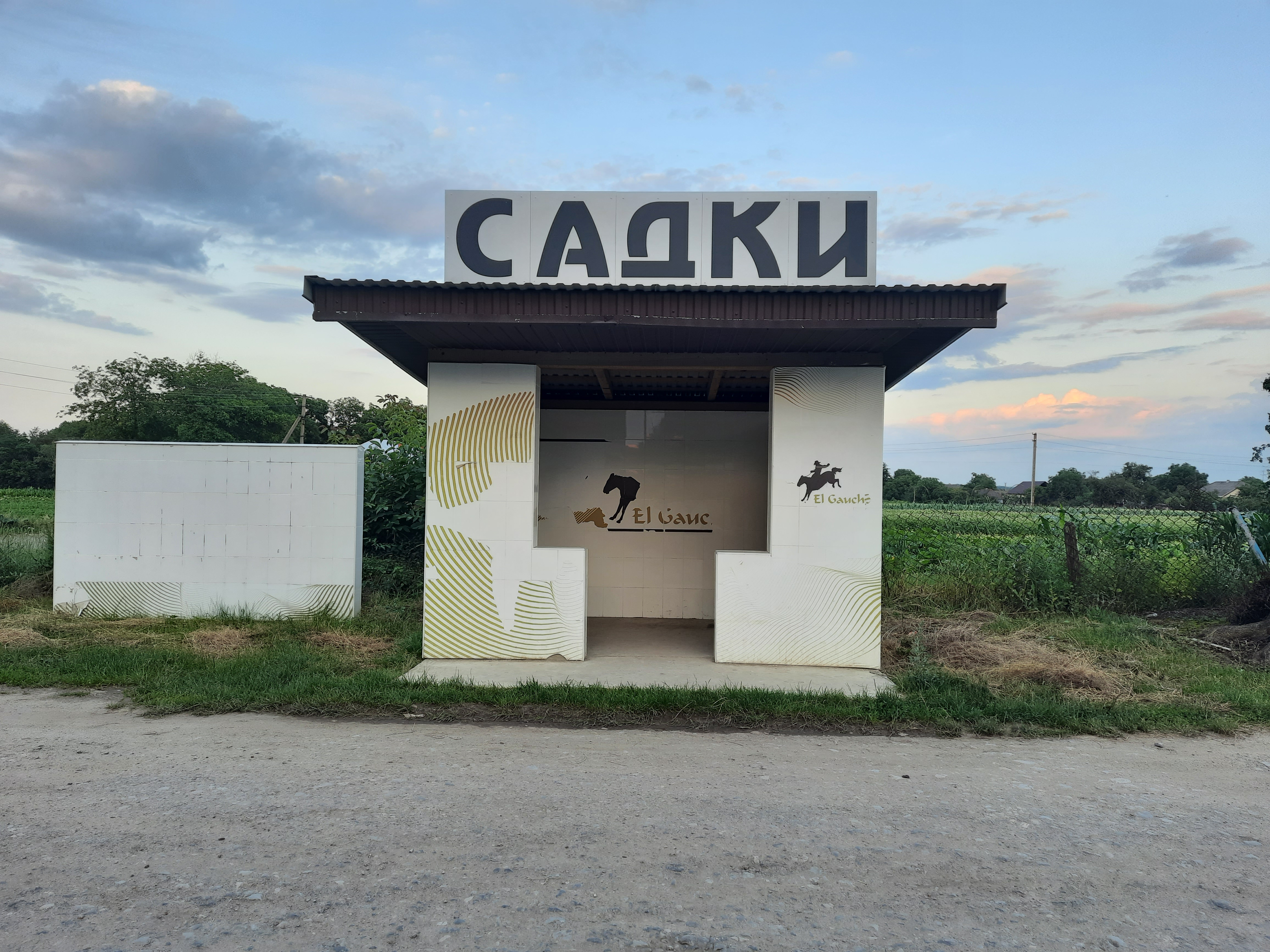
Автобусна зупинка
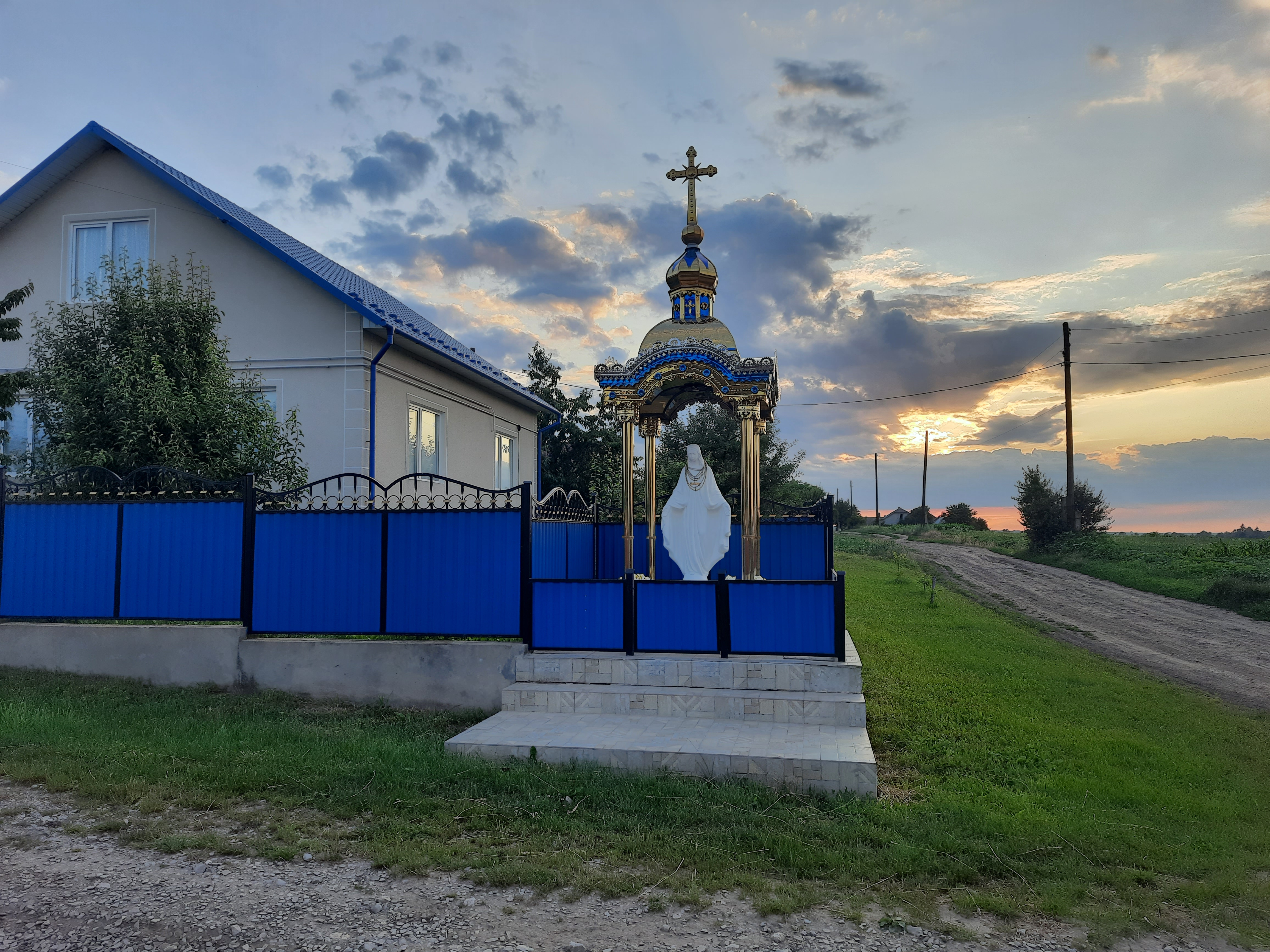
Статуя Божої Матері на околиці села